# Gare de Kanda (Tokyo)
Pour les articles homonymes, voir Kanda.
La gare de Kanda (神田駅, Kanda-eki) est une gare ferroviaire de la ville de Tokyo au Japon. Elle est située dans l'arrondissement de Chiyoda, dans le quartier de Kanda. La gare est desservie par les lignes de la JR East et du Tokyo Metro.

## Situation ferroviaire
La gare de Kanda est située au point kilométrique (PK) 26,4 de la ligne Yamanote, au PK 29,0 de la ligne Keihin-Tōhoku, au PK 1,3 de la ligne Chūō et au PK 9,9 de la ligne Ginza.

## Histoire
La gare a été inaugurée le 1er mars 1919 sur la ligne Chūō. La station de la ligne Ginza ouvre le 21 novembre 1931.

## Services aux voyageurs

### Accès et accueil
La gare dispose d'un bâtiment voyageurs, avec guichet, ouvert tous les jours.

### Desserte

#### JR East
- JK Ligne Keihin-Tōhoku :
  - voie 1 : direction Tokyo et Yokohama
  - voie 4 : direction Ueno, Akabane et Ōmiya

- JY Ligne Yamanote :
  - voie 2 : direction Tokyo et Shinagawa
  - voie 3 : direction Ueno, Ikebukuro et Shinjuku

- JC Ligne Chūō :
  - voie 5 : direction Tokyo
  - voie 6 : direction Shinjuku et Takao

#### Tokyo Metro
- G Ligne Ginza :
  - voie 1 : direction Shibuya
  - voie 2 : direction Asakusa